# Kazimierz Lis
Kazimierz Lis (9 aprile 1910 – 15 luglio 1988) è stato un calciatore polacco, di ruolo centrocampista.

## Palmarès

### Club

#### Competizioni nazionali
- Campionato polacco: 1

Warta Poznań: 1946-1947